# آنا بيل فرنسيس
آنا بيل فرنسيس (بالإنجليزية: Anna Belle Francis)‏ هي ممثلة سنغافورية، ولدت في 1978.

## وصلات خارجية
- آنا بيل فرنسيس على موقع IMDb (الإنجليزية)
- آنا بيل فرنسيس على موقع أول موفي (الإنجليزية)
- آنا بيل فرنسيس على موقع قاعدة بيانات الفيلم (الإنجليزية)